# Dorcadion pedestre
Dorcadion pedestre је врста инсекта из реда тврдокрилаца и породице стрижибуба. Сврстана је у потпородицу Lamiinae.

## Распрострањеност
Врста је распрострањена на подручју централне Европе, Украјине и Балканског полуострва. Честа је врста на подручју Србије и Црне Горе.

## Опис
Мужјаци су издужени, црне боје. Ноге и први чланак антена су црвенe боје, а задњи део покрилаца и задњи руб стернита су црвеносмеђe боје. Теме, пронотум и елитрони су голи са слабим модрим сјајем. На глави и пронотуму је уска беличаста пруга, која се пружа дуж средине. Пронотум је попречан са уском импресијом дуж средине и кратким тупим бочним трновима. Антене прелазе средину покрилаца. Дужина тела је од 11 до 17 mm.

## Биологија
Животни циклус траје годину дана. Ларве живе у земљи на корену трава и житарица. Адулти се срећу на земљи, најчешће поред бусења, у периоду од априла до јула. Као биљка домаћин јављају се најчешће врсте из породице Poaceae. 

## Синоними
- Pedestredorcadion pedestre (Poda, 1761)

## Подврсте
- Dorcadion pedestre kaszabi — заступљен у Мађарској.
- Dorcadion pedestre pedestre (Poda, 1761) — широко распрострањен у Eвропи.